# Plectrocnemia barbata
Plectrocnemia barbata is een fossiele soort schietmot uit de familie Polycentropodidae.